# Gusztáv és a túlsó oldal
A Gusztáv és a túlsó oldal a Gusztáv című rajzfilmsorozat harmadik évadának negyedik epizódja.

## Rövid tartalom
Gusztávot mindig a másik oldal dolgai csábítják.

## Alkotók
- Rendezte: Jankovics Marcell
- Írta: Dargay Attila, Jankovics Marcell, Nepp József
- Zenéjét szerezte: Pethő Zsolt
- Operatőr: Henrik Irén
- Hangmérnök: Horváth Domonkos
- Vágó: Czipauer János
- Tervezte: Bánki Katalin
- Háttér: Szálas Gabriella
- Rajzolták: Kálmán Katalin, Marsovszky Emőke
- Színes technika: Dobrányi Géza, Kun Irén
- Gyártásvezető: Bártfai Miklós

Készítette a Pannónia Filmstúdió.